# Innsbrucker Ring metróállomás
Az Innsbrucker Ring egy metróállomás Németországban, a bajor fővárosban, Münchenben a müncheni metró U2-es, U5-ös, U7-es és U8-as vonalán.

## Metróvonalak
Az állomást az alábbi metróvonalak érintik:
- U2
- U5
- U7

## Kapcsolódó állomások
A metróállomáshoz az alábbi állomások vannak a legközelebb:
- Karl-Preis-Platz (Feldmoching, U2)
- Josephsburg (Messestadt Ost, U2)
- Ostbahnhof (Laimer Platz, U5)
- Michaelibad (Neuperlach Zentrum, U7)
- Michaelibad (Bahnhof München-Neuperlach Süd, U5)
- Karl-Preis-Platz (Olympia-Einkaufszentrum, U7)
- Karl-Preis-Platz (Olympiazentrum, U8)
- Michaelibad (Neuperlach Zentrum, U8)

## Útvonal
| Vonal | Állomások |
| ----- | --- |
| U2    | Feldmoching – Hasenbergl – Dülferstraße – Harthof – Am Hart – Frankfurter Ring – Milbertshofen – Scheidplatz – Hohenzollernplatz – Josephsplatz – Theresienstraße – Königsplatz – Hauptbahnhof – Sendlinger Tor – Fraunhoferstraße – Kolumbusplatz – Silberhornstraße – Untersbergstraße – Giesing – Karl-Preis-Platz – Innsbrucker Ring – Josephsburg – Kreillerstraße – Trudering – Moosfeld – Messestadt West – Messestadt Ost |
| U5    | Laimer Platz – Friedenheimer Straße – Westendstraße – Heimeranplatz – Schwanthalerhöhe – Theresienwiese – Hauptbahnhof – Karlsplatz (Stachus) – Odeonsplatz – Lehel – Max-Weber-Platz – Ostbahnhof – Innsbrucker Ring – Michaelibad – Quiddestraße – Neuperlach Zentrum – Therese-Giehse-Allee – Neuperlach Süd |
| U7    | Olympia-Einkaufszentrum – Georg-Brauchle-Ring – Westfriedhof – Gern – Rotkreuzplatz – Maillingerstraße – Stiglmaierplatz – Hauptbahnhof – Sendlinger Tor – Fraunhoferstraße – Kolumbusplatz – Silberhornstraße – Untersbergstraße – Giesing – Karl-Preis-Platz – Innsbrucker Ring – Michaelibad – Quiddestraße – Neuperlach Zentrum                                                                                               |
| U8    | csak szombaton: Olympiazentrum – Petuelring – Scheidplatz – Hohenzollernplatz – Josephsplatz – Theresienstraße – Königsplatz – Hauptbahnhof – Sendlinger Tor – Fraunhoferstraße – Kolumbusplatz – Silberhornstraße – Untersbergstraße – Giesing – Karl-Preis-Platz – Innsbrucker Ring – Michaelibad – Quiddestraße – Neuperlach Zentrum                                                                                           |